# Wilfred Elrington

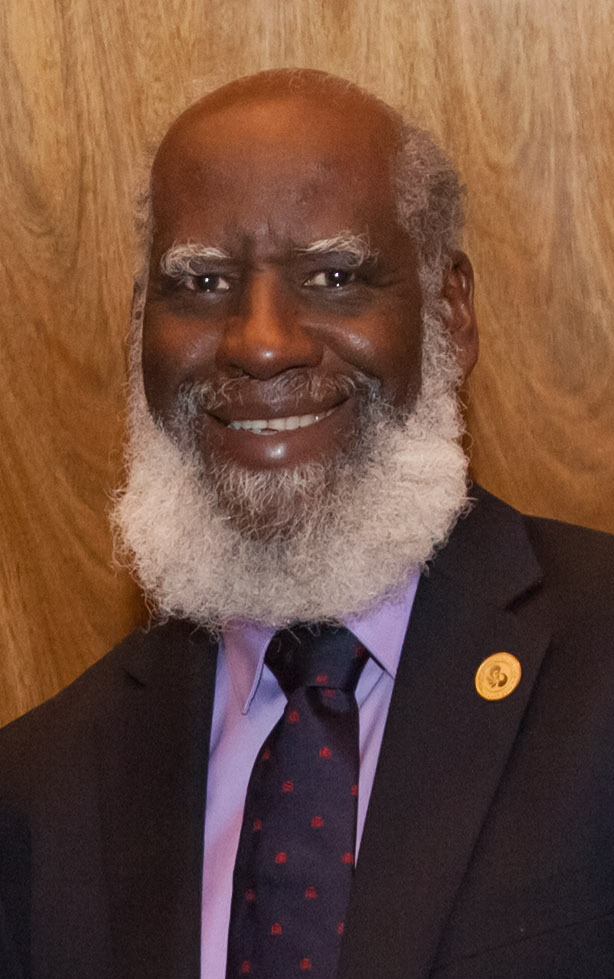
Wilfred Elrington (2014)

Wilfred Peter „Sedi“ Elrington (* 1948 in Pickstock, Belize City) ist ein Rechtsanwalt und Politiker in Belize und seit 2008 Außenminister seines Landes.

## Biografie
Elrington wurde nach dem Sieg der United Democratic Party (UDP) 2008 von Premierminister Dean Barrow am 8. Februar 2008 zum Generalstaatsanwalt, Außenminister und Minister für Außenhandel in dessen Kabinett berufen. Als Außenminister hielt er am 29. September 2008 eine Rede vor der Generalversammlung der Vereinten Nationen in New York. Das Amt des Generalstaatsanwalts musste er bei einer Kabinettsumbildung 2010 abgeben.
Er ist außerdem Abgeordneter der Nationalversammlung und vertritt dort die Interessen der UDP im Wahlkreis Pickstock.